# Богомолов, Сергей Александрович (Герой Советского Союза)
Серге́й Алекса́ндрович Богомо́лов (1925—1999) — полковник Советской Армии, участник Великой Отечественной войны, Герой Советского Союза (1944).

## Биография
Сергей Богомолов родился 12 октября 1925 года в деревне Ратушино Костромской губернии (ныне Красносельского района Костромской области) в семье крестьянина. В 1943 году окончил фельдшерско-акушерскую школу в Костроме. 6 января 1943 года был призван на службу в Рабоче-крестьянскую Красную Армию. Окончил двухмесячные курсы военных фельдшеров в городе Горбатове Горьковской области и в возрасте неполных 18 лет был направлен на фронт Великой Отечественной войны. Первый свой бой принял в июле 1943 года у деревни Петрикино к западу от Вязьмы, перевязывая раненых и вынося их с поля боя. В 1944 году вступил в ВКП(б).
В конце августа 1943 года во время боя под Ельней младший лейтенант медслужбы Сергей Богомолов вынес из-под обстрела более 30 раненых, за что был награждён орденом Красной Звезды.
К февралю 1944 года младший лейтенант медслужбы Сергей Богомолов был фельдшером дивизиона 12-го миномётного полка 43-й миномётной бригады 3-й гвардейской артиллерийской дивизии 5-го артиллерийского корпуса прорыва 33-й армии Западного фронта. Отличился во время боёв за освобождение Витебской области.
24 февраля 1944 года немецкие войска атаковали и окружили дивизион миномётов. Группа из 38 советских солдат и офицеров заняла круговую оборону, в течение 14 часов отбивая контратаки. Комсорг дивизиона Богомолов, возглавив группу из 11 человек, отбил перед своим сектором все контратаки. В боях Богомолов уничтожил 8 вражеских солдат, выносил с поля боя своих раненых бойцов, поддерживал боевой дух. После боя из группы Богомолова в живых осталось лишь 5 человек.
Указом Президиума Верховного Совета СССР от 3 июня 1944 года за «образцовое выполнение боевых заданий командования на фронте борьбы с немецко-фашистским захватчиками и проявленные при этом мужество и героизм» младший лейтенант медицинской службы Сергей Богомолов был удостоен высокого звания Героя Советского Союза с вручением ордена Ленина и медали «Золотая Звезда» за номером 2295.
Конец войны Богомолов встретил в Берлине в составе войск 1-го Белорусского фронта. После окончания войны он продолжил службу в Советской Армии. Первоначально работал в Киевском военно-медицинском училище, одновременно учился в вечерней средней школе и окончил её в 1946 году. После этого Богомолов поступил в Военно-медицинскую академию. Окончил её в 1951 году, остался на три года в клинике профессора С. С. Гирголава. С 1954 года Богомолов работал в Главном военном госпитале имени Бурденко, первоначально ординатором хирургического отделения, затем в 1957—1960 годах был старшим врачом-специалистом-анестезиологом, в 1960—1969 годах — начальником отделения анестезиологии, в 1969—1982 годах — начальником отделения анестезиологии и реанимации. В 1982 году в звании полковника Богомолов вышел в отставку. Проживал в Москве.
Умер 18 октября 1999 года, похоронен на Троекуровском кладбище.
Был также награждён орденом Отечественной войны 1-й степени и рядом медалей.